# Iridopsis radiata
Iridopsis radiata là một loài bướm đêm trong họ Geometridae.